# Doubutsu Sentai Zyuohger
Doubutsu Sentai Zyuohger (動物戦隊ジュウオウジャー (Động vật Chiến đội Zyuohger) Dōbutsu Sentai Jūōjā) - dịch là Chiến đội Động vật Zyuohger là một bộ phim truyền hình Nhật Bản thể loại tokusatsu và là sê-ri Super Sentai thứ 40 của Toei, sau Shuriken Sentai Ninninger. Được chiếu lần đầu vào 14 tháng 2 năm 2016 trên TV Asahi, cùng với Kamen Rider Ghost và Kamen Rider Ex-Aid trong Super Hero Time. Bộ phim có sự trở lại của Kaizoku Sentai Gokaiger. Theo như công bố thì phần thứ 40 của Super Sentai và Super Hero Year, Zyuohger đánh dấu 15 năm từ Hyakujuu Sentai Gaoranger. Người biên kịch trong sê-ri này là Junko Kōmura .
Bảng phân vai và nhân vật được tiết lộ ở một sự kiện tại Tokyo Dome vào 23 và 24 tháng 1 năm 2016. Daewon Media (Hàn Quốc) lồng tiếng Hàn cho phim này với tên gọi 'Power Rangers Animal Force.
Tên ngắn của chiến đội - "Zyuohger" - phát âm gần giống với từ "Thú vương giả" (獣王者 - jūōja). Vì vậy bộ phim bị cộng đồng mạng dịch nhầm sang "Chiến đội Thú vương Zyuohger". "Doubutsu Sentai" từng là tên của một chiến đội tồn tại song song với Go-Busters trong  movie "Tokumei Sentai Go-Busters Returns vs. Dōbutsu Sentai Go-Busters". Tại Việt Nam, bộ phim được BH Media thuyết minh dưới tên Siêu nhân Chiến đội Thú Vương Zyuohger.

## Cốt truyện
Kazakiri Yamato, 1 nhà động vật học trẻ tuổi vô tình quen biết với 4 Zyuman - người thú sống ở Zyuland, 1 thế giới song song với thế giới con người thông qua 1 khối cube (lập phương) tên là Link Cube, với chìa khóa là 6 cube Ouja no Shikaku. DeathGalien - 1 nhóm quái vật vũ trụ tấn công Trái Đất, phá hủy Link Cube khiến các Zyuman không thể trở về. Yamato cùng 4 Zyuman tạo nên Zyuohger, bảo vệ Trái Đất chống lại DeathGalien, đồng thời đi tìm lại Ouja no Shikaku thứ 6. Do các cube Ouja no Shikaku có thể biến Zyuman thành con người nên trong thời gian ở thế giới con người, cả nhóm Zyuohger ở nhờ nhà cậu của Yamato (ông Mario) và giữ bí mật là Zyuman.

## Nhân vật

### Doubutsu Sentai Zyuohger
Kazakiri Yamato (風切 大和 (Phóng Thiết Đại Hòa)) - Zyuoh Eagle (ジュウオウイーグル Jūō Īguru) / Zyuoh Gorilla (ジュウオウゴリラ Jūō Gorira) / Zyuoh Whale (ジュウオウホエール Jūō Hoēru)
Trong một chuyến tham quan trong rừng, Yamato vô tình phát hiện khối Link Cube và bị lạc vào thế giới song song - Zyuland. Cậu gặp 4 người bạn Zyuman và hợp thành một đội bảo vệ Trái Đất. Do từng nhận được sức mạnh từ Bud (Zyuman Đại Bàng) nên Yamato có thể biến thân thành Zyuoh Eagle. Sau này Yamato nhận thêm được các sức mạnh từ Larry (Zyuman Khỉ Đột) và Ketos (Zyuman Cá Voi và đồng thời là tổ tiên của các Zyuman) nên cậu còn có thể biến thân thành Zyuoh Gorilla và Zyuoh Whale. Yamato là con người rất tốt bụng, cậu luôn tin rằng mọi sự sống trên thế giới đều gắn kết với nhau và cậu luôn cố gắng bảo vệ sự gắn kết đó.
Sela (セラ Sera) - Zyuoh Shark (ジュウオウシャーク Jūō Shāku)
Sela là Zyuman Cá Mập. Cô có thính giác rất nhạy của loài Cá mập nên giúp ích rất nhiều cho các cuộc chiến. Ngoài ra, Sela là người điềm đạm và rất thuần khiết.
Leo (レオ  Reo) - Zyuoh Lion (ジュウオウライオン Jūō Raion)
Leo là Zyuman Sư Tử, cậu có giọng nói (tiếng gầm) rất to. Leo rất quan tâm đến phụ nữ và cũng ra rắc rối từ đây nhưng thay vào đó cậu có tính cách ôn hòa, vui vẻ, thẳng thắn và tính nam nhi cao đẹp.
Tusk (タスク Tasuku) - Zyuoh Elephant (ジュウオウエレファント  Jūō Erefanto)
Tusk là Zyuman Voi được sở hữu khứu giác tốt và có lẽ là nhân vật trưởng thành nhất trong 4 Zyuman. Cậu luôn nhắc nhở mọi người phải làm việc nhà và nhiều khi cậu còn mắng ai không hoàn thành công việc cũng như trốn đi chơi. Tuy vậy, mọi người luôn coi trọng cậu, đồng thời cậu cũng nhận ra tính xấu của mình và thay đổi. Tusk thích đọc sách và nghiên cứu những thứ mới lạ.
Amu (アム) - Zyuoh Tiger (ジュウオウタイガー  Jūō Taigā)
Amu là Zyuman Hổ Trắng, cô sở hữu vị giác cực kì tốt. Cô thích mua sắm và hay trốn việc nhà nhưng cô rất để ý quan tâm đến mọi người.
Mondou Misao (門藤 操 (Môn Đằng Thao)) - Zyuoh The World (ジュウオウ ザ ワールド Jūō Za Wārudo)
Misao là con người nhưng bị Genis (chủ nhân của DeathGalien) dùng sức mạnh của 3 Zyuman (Cá sấu,Tê giác và Sói) truyền và cơ thể của cậu và khiến cậu trở thành quân cờ của Genis đối đầu với nhóm Zyuohger. Nhưng cậu được Zyuohger thức tỉnh phần người trong mình và cùng nhau chống lại Genis. Tuy rất mạnh nhưng cậu lại là người nhút nhát và hay tự ti, sau này cậu đã sửa được tật xấu của mình. Sở thích của Misao là câu cá và cậu còn có khả năng may vá rất tốt.
Bud (バド Bado) - Zyuoh Bird (ジュウオウバード Jūō Bādo)
Bud là Zyuman Đại Bàng nhưng ông lại muốn sống ở thế giới con người và muốn chấm dứt mối liên kết hai thế giới nên đã lấy đi Ouja no Shikaku thứ 6. Tuy có thể trở thành Zyuohger nhưng do một phần sức mạnh của ông đã dùng để cứu Yamato lúc nhỏ nên ông rất yếu và chỉ đấu cùng Zyuohger vài trận.
Zyuoh Condor (ジュウオウコンドル Jūō Kondoru)
Là sự kết hợp của Yamato (Zyuoh Eagle) và Bud (Zyuoh Bird) trong Doubutsu Sentai Zyuohger Returns: Life Received! The Earth's Monarchs' Decisive Battle!.

### Nhân vật khác
Mori Mario (森 真理夫 (Sâm Chân Lý Phu))
Người chú sống cùng Yamato trong ngôi nhà gỗ.
Larry (ラリー Rarī)
Larry là Zyuman Khỉ Đột, kiêm nhà khoa học. Ông muốn làm bạn với con người nhưng bị xa lánh do đó trở nên mẫn cảm với con người. Ông là Zyuman truyền sức mạnh cho Yamato để cậu trở thành Zyuoh Gorilla.

## Tập phim
1. Tập 1: Vùng đất Zyuland kỳ thú
2. Tập 2: Đừng coi thường hành tinh này
3. Tập 3: Muốn về nhà nhưng không thể
4. Tập 4: Tiếng gầm trên võ đài
5. Tập 5: Vua của rừng xanh
6. Tập 6: Món quà hoang dã
7. Tập 7: Gho gho gho ghost xuất hiện (Tập này có sự xuất hiện của Kamen Rider Ghost)
8. Tập 8: Giai điệu thảo nguyên
9. Tập 9: Một ngày không kết thúc
10. Tập 10: Trò chơi nguy hiểm nhất
11. Tập 11: Động vật đại tập hợp
12. Tập 12: Chú voi mũi ngắn
13. Tập 13: Nhân chứng trên ngọn núi
14. Tập 14: Sự ngu ngốc của tên trộm dối trá
15. Tập 15: Tên bắn tỉa đáng sợ
16. Tập 16: Tiến lên chàng trai dũng cảm
17. Tập 17: Extra Player,tham chiến
18. Tập 18: Nỗi sợ khắc sâu
19. Tập 19: Biết tin tưởng vào ai?
20. Tập 20: Vua của thế giới
21. Tập 21: Vượt ngục
22. Tập 22: Thức tỉnh hay là nhầm lẫn?
23. Tập 23:Tên thợ săn cự thú
24. Tập 24: Ký ức hồi sinh
25. Tập 25: Unhappy camera
26. Tập 26: Bảo vệ ngày quan trọng
27. Tập 27: Ai mới là thật?
28. Tập 28: Hải tặc vũ trụ trở lại (Tập này có sự xuất hiện của Kaizoku Sentai Gokaiger)
29. Tập 29: Vua của những vị vua (với Kaizoku Sentai Gokaiger)
30. Tập 30: Cự thú huyền thoại!
31. Tập 31: Thời khắc cự thú trỗi dậy!
32. Tập 32: Mặt tối của trái tim
33. Tập 33: Lòng biết ơn của chú mèo
34. Tập 34: Thợ săn cự thú phản công
35. Tập 35: Ngày tàn của Zyuohger
36. Tập 36: Hoàng tử Halloween
37. Tập 37: Chúa tể không trung
38. Tập 38: Vua của thiên đường
39. Tập 39: Calories và chiếc vòng cổ
40. Tập 40: Thẩm mỹ nam tính
41. Tập 41: Lần đầu và lần cuối chuyển hóa
42. Tập 42: Tương lai của hành tinh này
43. Tập 43: Nhân chứng giáng sinh
44. Tập 44: Vua của nhân loại
45. Tập 45: Phong ấn bị tan vỡ
46. Tập 46: Kẻ phá hủy bất diệt
47. Tập 47: Trò chơi cuối cùng
48. Tập 48: Trái Đất là nhà của chúng ta

## Tập đặc biệt
Doubutsu Sentai Zyuohger The Movie: The Heart Pounding Circus Panic!(劇場版動物戦隊ジュウオウジャードキドキサーカスパニック! Gekijōban Dōbutsu Sentai Jūōjā Dokidoki Sākasu Panikku!)
Nội dung phim nói về kẻ cầm đầu gánh xiếc Domidoll muốn biến tất cả các Zyuohgers thành tà ác và tham gia gánh xiếc của mình. Nhằm chiếm lấy sức mạnh của các Zyuohger.
Bộ phim bắt đầu với Zyuohgers cố gắng ngăn chặn Cube Condor qua Zyuoh King 1-2-3-4-5. Tuy nhiên, sự hình thành đã phá vỡ, khiến Cube Condor chiếm quyền điều khiển Cube Elephant và Cube Tiger để hình thành Condor Wild, trong khi phi công của Domidoll hạ gục Zyuoh Elephant và Zyuoh Tiger. Zyuoh King đã bị đánh bại, khiến Zyuoh Eagle / Yamato bị tách ra trong khi các Zyuohgers khác bị bắt bởi Domidol.
Bộ phim được công chiếu ở Nhật vào ngày 6 tháng 8 năm 2016.

Doubutsu Sentai Zyuohger & Ninninger: Message from the Future from Super Sentai
Một cậu bé đến từ tương lai đến hiện tại mang theo một lời cảnh báo đến Takaharu và Yamato (Zyuoh Eagle) rằng lịch sử Super Sentai sẽ chấm dứt do trận chiến giữa Ninninger và Zyuohger trong quá khứ. Các Ninninger đã mắc bẫy của Deathgalien nhằm xúi giục các Ninninger và Zyuohger khai chiến với nhau và tin rằng các Zyuohger là những Youkai. Liệu cậu bé có thành công trong việc ngăn chặn sự chấm dứt của Super Sentai hay không? Bộ phim có sự xuất hiện của Uchuu Sentai Kyuranger với vai trò khách mời.
Phim được công chiếu ở Nhật vào ngày 14 tháng 1 năm 2017.

Doubutsu Sentai Zyuohger Returns: Give Me Your Life! Earth Champion Tournament (帰ってきた動物戦隊ジュウオウジャー お命頂戴！地球王者決定戦 Kaettekita Dōbutsu Sentai Jūōjā Oinochi Chōdai! Chikyū Ōja Ketteisen)
Sau khi đánh bại Dethgaliens, con người và Zyumans sống trong một thế giới thống nhất một cách hòa bình, cho đến một ngày, Zyuohgers nhận được lời mời tham gia vào một giải đấu chiến đấu mang tên "Champion of Earth", được tài trợ bởi một người đàn ông bí ẩn tên là Pocane Daniro. Trong số sáu người được mời, Amu và Tusk quyết định không tham gia và cổ vũ cho những người khác cùng Perle. Trong trận đấu vòng loại, Bud xuất hiện và đưa Yamato đi cùng anh; trong khi Sela, Leo và Misao tiến tới trận chung kết. Sau khi đưa Yamato tránh xa những người khác, Bud giải thích cho Yamato rằng anh ta nghi ngờ Daniro và yêu cầu Yamato giúp đỡ để điều tra hắn. Cả hai cùng nhau điều tra và họ phát hiện ra rằng Daniro đang cầm đầu một sòng bạc cassino, nơi hắn ta lấy đi cuộc sống của những người kết thúc bằng nợ và biến họ thành đồ trang sức. Liệu Zyuohgers có thành công trong việc giải quyết Daniro và đưa những người bị hắn bắt trở lại bình thường?
Bộ phim được công chiếu ở Nhật vào ngày 28 tháng 6 năm 2017.

## Phân vai
- Kazakiri Yamato (風切 大和 Kazakiri Yamato?): Nakao Masaki (中尾 暢樹, Nakao Masaki)
- Sela (セラ?): Yanagi Miki (柳 美稀, Yanagi Miki)
- Leo (レオ Reo?): Nanba Shōhei (南羽 翔平, Nanba Shōhei)
- Tusk (タスク Tasuku?): Watanabe Tsurugi (渡邉 剣, Watanabe Tsurugi)
- Amu (アム?): Tateishi Haruka (立石 晴香, Tateishi Haruka)
- Mondo Misao (門藤 操?): Kunishima Naoki (國島 直希, Kunishima Naoki)
- Mori Mario (森 真理夫?): Terajima Susumu (寺島 進, Terajima Susumu)
- Bird Man (鳥男 Tori-otoko?, Voice): Murakami Kōhei(村上 幸平, Murakami Kōhei)
- Ginis (ジニス? Voice): Inoue Kazuhiko(井上 和彦, Inoue Kazuhiko)
- Azald (アザルド? Voice): Nakata Jōji (中田 譲治, Nakata Jōji)
- Quval (クバル? Voice): Iwata Mitsuo (岩田 光央, Iwata Mitsuo)
- Naria (ナリア? Voice): Kotobuki Minako (寿 美菜子, Kotobuki Minako)
- Narration, Zyuohger Equipment Voice: Chō (チョー)

### Khách mời
- Larry (ラリー Rarī?, Voice) (ラリー, Rarī, Voice): Ishizuka Unshō (石塚 運昇, Ishizuka Unshō)
- Tenkūji Takeru (天空寺 タケル?) (天空寺 タケル, Tenkūji Takeru): Nishime Shun (西銘 駿, Nishime Shun)
- Captain Marvelous (キャプテン・マーベラス Kyaputen Māberasu?) - Gokai Red (ゴーカイレッド Gōkai Reddo?): Ozawa Ryota (小澤 亮太 Ozawa Ryōta?)[1][2]
- Joe Gibken (ジョー・ギブケン Jō Gibuken?) - Gokai Blue (ゴーカイブルー Gōkai Burū?): Yamada Yuki (山田 裕貴 Yamada Yūki?)[2][3]
- Luka Millfy (ルカ・ミルフィ Ruka Mirufi?) - Gokai Yellow (ゴーカイイエロー Gōkai Ierō?): Ichimichi Mao (市道 真央 Ichimichi Mao?)[2][4]
- Don Dogoier (ドン･ドッゴイヤー Don Dogoiyā?) - Gokai Green (ゴーカイグリーン Gōkai Gurīn?): Shimizu Kazuki (清水 一希 Shimizu Kazuki?)[2][5]
- Ahim de Famille (アイム・ド・ファミーユ Aimu do Famīyu?) - Gokai Pink (ゴーカイピンク Gōkai Pinku?): Koike Yui (小池 唯 Koike Yui?)[2][6]
- Ikari Gai (伊狩 鎧 Ikari Gai?) - Gokai Silver (ゴーカイシルバー Gōkai Shirubā?): Ikeda Junya (池田純矢 Ikeda Junya?)[7]

## Nhạc phim
Nhạc mở đầu
- "Doubutsu Sentai Zyuohger" (動物戦隊ジュウオウジャー Dōbutsu Sentai Jūōjā?) (動物戦隊ジュウオウジャー, Dōbutsu Sentai Jūōjā)[8]
  - Sáng tác: Hideaki Takatori
  - Biên kịch Hiroaki Kagoshima (籠島 裕昌 Kagoshima Hiroaki?) (籠島 裕昌, Kagoshima Hiroaki) (Project.R)[8]
  - Nghệ sĩ: Hideaki Takatori (高取 ヒデアキ, Takatori Hideaki) (Project.R)[9]
  - Công cụ: Zetki (Z旗 Zettoki?) (Z旗, Zettoki)
  - Hợp xướng: Young Fresh (ヤング・フレッシュ Yangu Furesshu?) (ヤング・フレッシュ, Yangu Furesshu)[8]

  Nhạc kết thúc
- "Let's! Zyuoh Dance" (レッツ! ジュウオウダンス Rettsu! Jūō Dansu?)Zyuoh Dance" (レッツ! ジュウオウダンス, Rettsu! Jūō Dansu)[8]
  - Lời: Shoko Fujibayashi[8]
  - Sáng tác & Biên kịch: Takayoshi Tanimoto (谷本 貴義, Tanimoto Takayoshi) (Project.R)[8]
  - Nghệ sĩ: Yohei Onishi (大西 洋平 Ōnishi Yōhei?) (大西 洋平, Ōnishi Yōhei) (Project.R)[9]
  - Hợp xướng: Young Fresh[8]

Nhạc trong tập 28, 29
- "Super Sentai, Anniversary" (スーパー戦隊アニバーサリー Sūpā Sentai Anibāsarī ?)
  - Lời: Fujibayashi Shoko, Arakawa Naruhisa
  - Sáng tác: Ōishi Ken'ichiro
  - Cải biên: Ōishi Ken'ichiro (Project.R)
  - Thể hiện: Project.R

Nhạc chèn
- "Kakusei! Zyuohger"(Kakusei! Juoja)
- "Doubutsu gattai! Zyuoh King!" (Dōbutsu gattai! Juo kingu!)
- "Zyuohger fight!"(Juoja fai to)
- "Zyuoh The World!"(Juo De Worludo)